# Nierembergia micrantha
Nierembergia micrantha là loài thực vật có hoa trong họ Cà. Loài này được Cabrera mô tả khoa học đầu tiên năm 1977.